# Krisy
Krisy, de son vrai nom Christopher Botuli, est un rappeur, chanteur, lyriciste et ingénieur du son belge, né à Saint-Josse-ten-Noode.

## Biographie

### Jeunesse
Durant son enfance, Krisy est marqué par l'univers du skateboard et du rock, il découvre le rap américain sous l'influence de son oncle, Sifa, DJ de profession. Au cours de son adolescence, il fréquente une école d'art néerlandophone, développant ainsi sa sensibilité artistique. Ami de longue date avec Damso, il puise son inspiration dans des groupes comme Limp Bizkit, Sum 41, les Red Hot Chili Peppers et Blink-182, ainsi que chez des artistes de rap tels que Dr. Dre, Puff Daddy et Busta Rhymes.

### Carrière

#### Premières Mixtapes (2010-2014)
En 2010, il sort sa première mixtape WeedTape, la deuxième sort en 2012 avec Blacksouag. Pour la troisième, c'est en 2014 avec Jouvence. Avec ces trois premières mixtape, il commence à acquérir son premier public.

#### Parmi vous,Menthe à l'eauet ses productions (2016-2017)
En 2016, il sort ses deux premiers EP, Parmi vous mixé en 19 jours, ainsi que la première partie de Menthe à l'eau. La deuxième partie sort un an plus tard,.
En 2016, Krisy produit la mixtape Santa Sauce d'Hamza. Il a également produit les deux premiers albums de Damso, Batterie Faible et Ipséité. 

#### Paradis d'amour, EP caché et Colors (2017-2020)
En février 2017, à l'occasion de la Saint-Valentin, Krisy sort Paradis d'amour, un projet où il expérimente l'intégration de dialogues, inspiré par la comédie musicale,.
En juillet de la même année, il annonce sur ses réseaux sociaux la sortie d'un EP surprise, caché à travers des indices publiés en story Instagram. En septembre, il signe avec le label Hashtag NP, dirigé par Pascal Nègre.
En janvier 2017, Krisy se fait remarquer par le grand public avec son morceau Julio & Sa Gogo Danseuse, publié sur la chaîne COLORS. Ce titre lui permet d'élargir son audience et d'affirmer sa présence sur la scène musicale,.
En juillet 2020, il revient sur la même plateforme avec Bounce, son second morceau pour Colors.

#### Entre vous et moi... From BXL with loveeteuphoria(2021-2023)
En décembre 2021, il sort à la veille de Noël un EP surprise de trois morceaux Entre vous et moi... From BXL with love. Deux des chansons du projet sont clippées Au club et C'est un mood.
Après plusieurs reports successifs, euphoria, le premier album de Krisy, sort le 6 octobre 2023. Initialement prévu pour 2018, l'album avait été annoncé puis repoussé à de nombreuses reprises. Il s’agit d’une œuvre qui aborde l'euphorie comme un état d'esprit, entre groove, rap et mélancolie,.
L'album s'accompagne d'une bande dessinée illustrée par Hoobooh, qui complète le récit musical avec une dimension visuelle. À travers 22 titres, Krisy raconte l’histoire d’un rappeur aux rêves de célébrité, confronté à la réalité de l'industrie musicale, et à des personnages comme César, son manager, et Lucy, une figure d’amour fictif.
La sortie d'euphoria a été marquée par un concert le 6 octobre 2023 au Continental Place De Brouckère à Bruxelles, en collaboration avec son collectif Le Jeune Club, avec lequel il a réalisé le projet. Des collaborations avec Lous and the Yakuza, Alpha Wann et Marc Lavoine figurent également sur l'album.

## Discographie

### En tant que chanteur

#### Apparitions
2016 :
- Damso - High
- PLK - Skuu (sur l'EP Dedans)

2017
- PLK - Pas ce soir (sur la mixtape Ténébreux)  Or[21]

2018 :
- PLK - Go (sur la mixtape Platinum)
- Nemir - Stress (sur l'EP Hors-série)
- Di-Meh avec Rowjay & Krisy - Brille (sur l'album Focus, Vol 2)
- Caballero & JeanJass - Toujours les mêmes (sur l'album Double hélice 3)

2019 :
- K1D avec Bhavi, Krisy & Chuki Beats - Check (sur l'album Lonely Hour(s))
- Chibi Ichigo - Last Call (sur l'EP Legenda)
- Gracy Hopkins avec Krisy, Bonnie Banane, TheJayneral, Lynn & Anaïs Sd - Outside (sur l'album Time)

2020 :
- Tengo John - Tour (sur l'album Temporada)
- The Hop avec Jazzy Bazz & Krisy - Berline Noire (sur l'album 220)
- Luni - Paris-Bruxelles

2021 :
- Darrell Cole - Bah Oui (sur l'album Return On Investment, Pt1)
- Chukibeat avec Zwangere Guy & Krisy - Family (sur l'album Insideout)
- March avec Tablis & Krisy - Up The Class (sur l'album The Super Extra More Experience)

2022 :
- Zuukou Mayzie - Je t'aime si je peux (Interlude) (sur l'album Le film : Le commencement)

2023 :
- Aszul - Jackpot (sur l'album Porcelaine)
- Mv - Mode Avion (sur l'album Wavy)
- Yves avec Krisy & Clarx Kent - Talk to You

2024 :
- Eloquence avec ZoukNoir & Krisy - Nekpluzultra Xtra
- Lovni - BXL Bounce (sur l'album Mad Lov)

### En tant que producteur
- 2016 : Paris c'est loin (de Damso feat. Booba)
- 2017 : Fauché (de Deen Burbigo)
- 2020 : 8 HORIZONTAL (de Damso)
- 2021 : Péché Mignon (de Geeeko)